# 아노 젠조
아노 젠조/젠세이(일본어: 阿野 全成, 1153년 ~ 1203년 8월 1일)는 미나모토노 요시토모의 아들로 미나모토노 요시쓰네의 친형이며 가마쿠라 막부의 초대 쇼군인 미나모토노 요리토모의 이복동생이다. 아명은 이마와카마루(今若丸)이다.
성을 아노(阿野)로 바꾸어 아노 가문의 시조가 된다.

## 같이 보기
- 헤이지 이야기